# Nový Harcov
Nový Harcov (německy Neu Harzdorf) je část města Liberec. Nachází se na východě Liberce. Nový Harcov leží v katastrálním území Starý Harcov o výměře 11,67 km².

## Historie
První písemná zmínka o čtvrti pochází z roku 1681.

## Doprava
Veřejnou dopravu zajišťuje linka č. 15 liberecké MHD. Nacházejí se zde zastávky Vřesová, Kadlická a Harcov Myslivna, kde je rovněž umístěné obratiště a kde část spojů končí.

## Fotogalerie

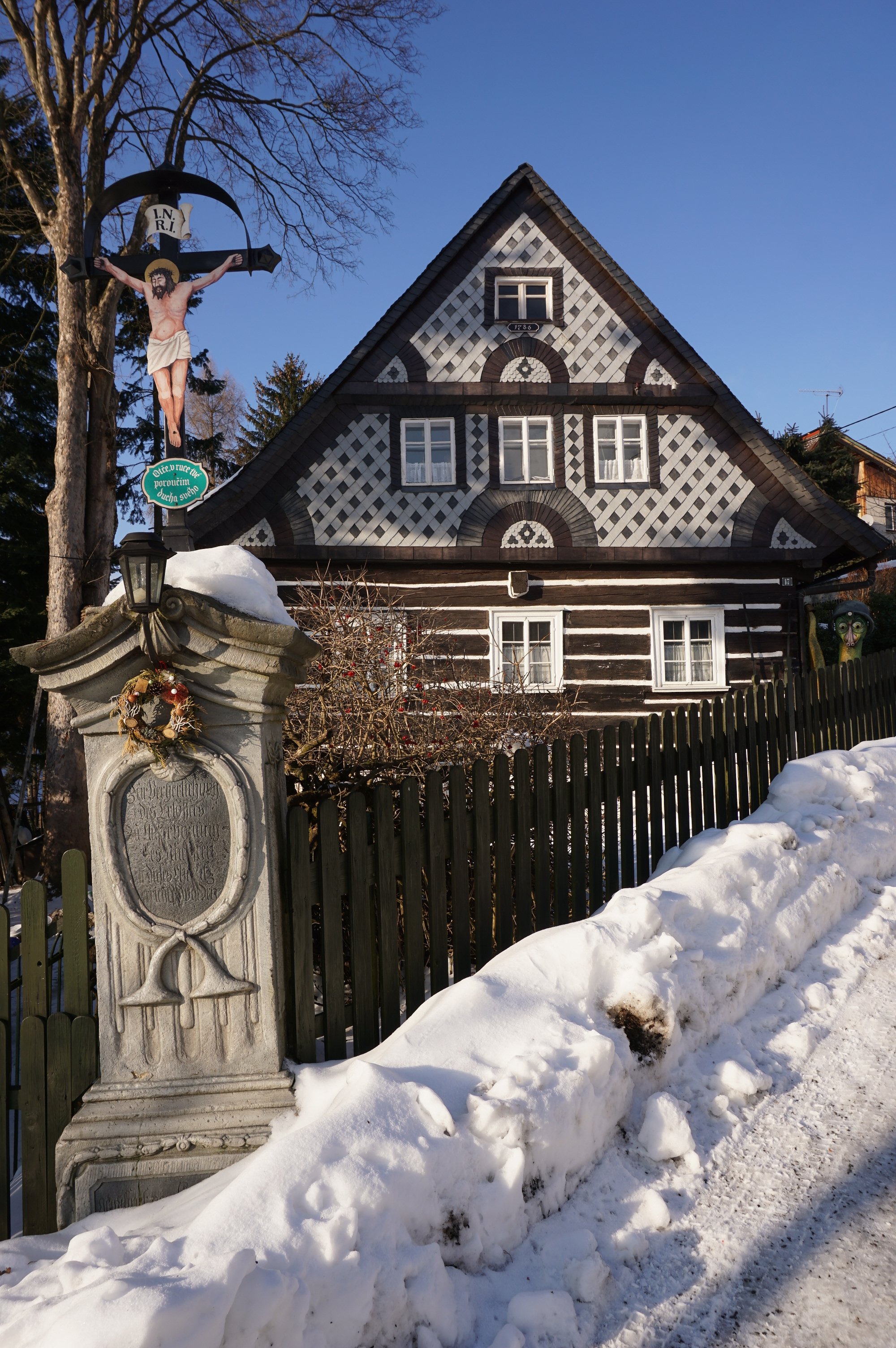
chalupa čp. 17 a kříž
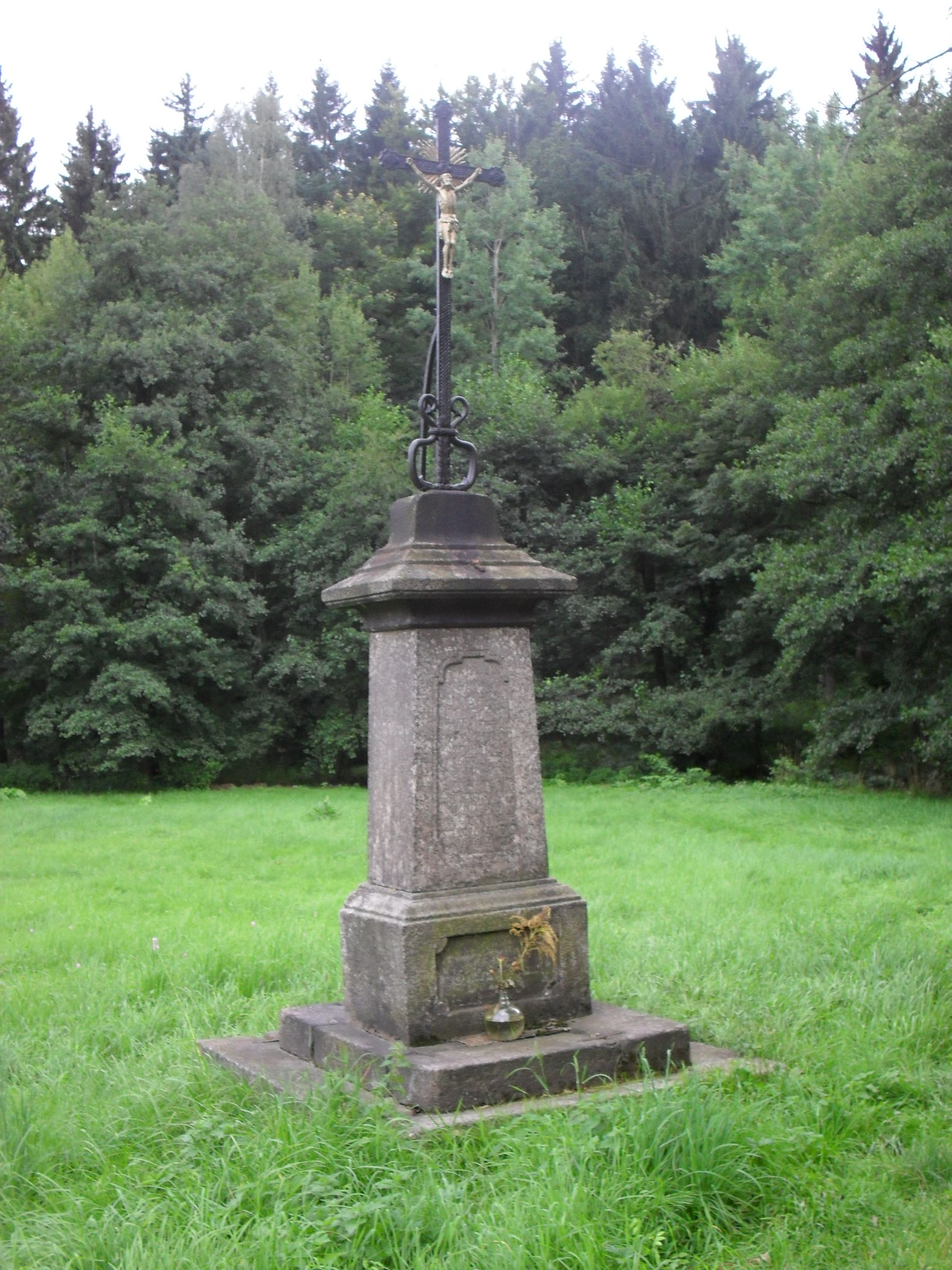
kříž u rozcestí proti domu čp. 27
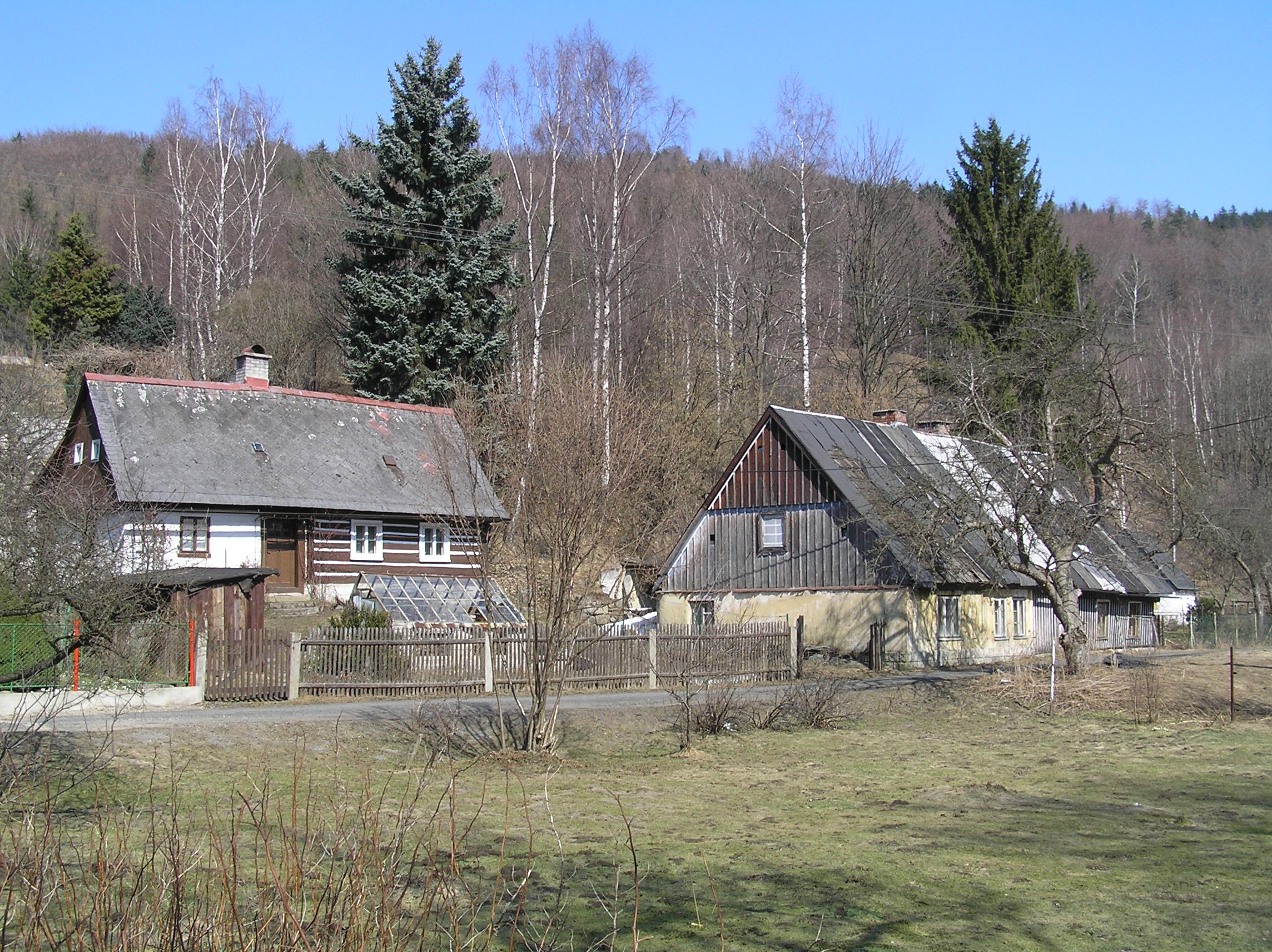
lidová architektura na Rýnovické cestě
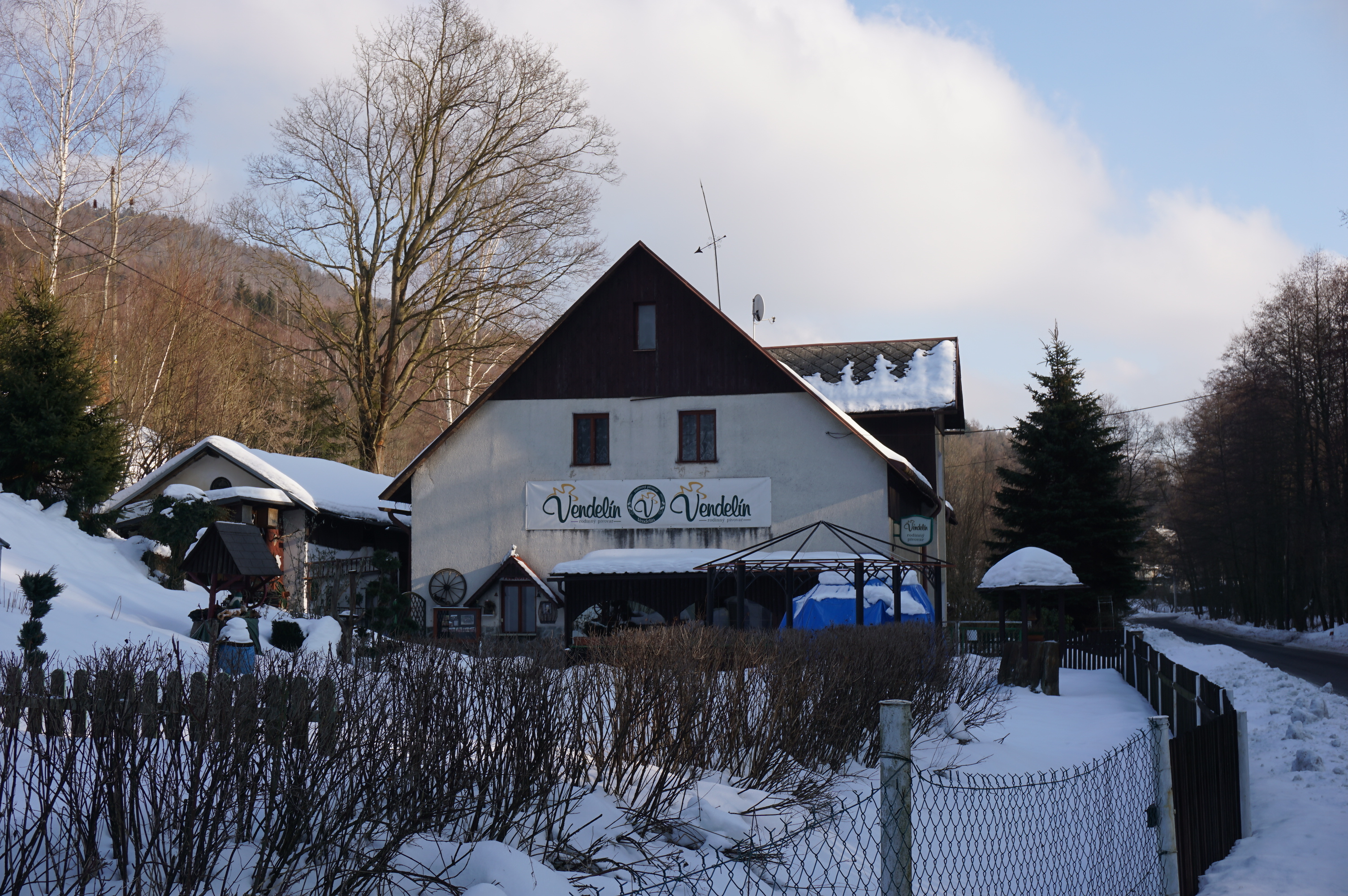
minipivovar Vendelín
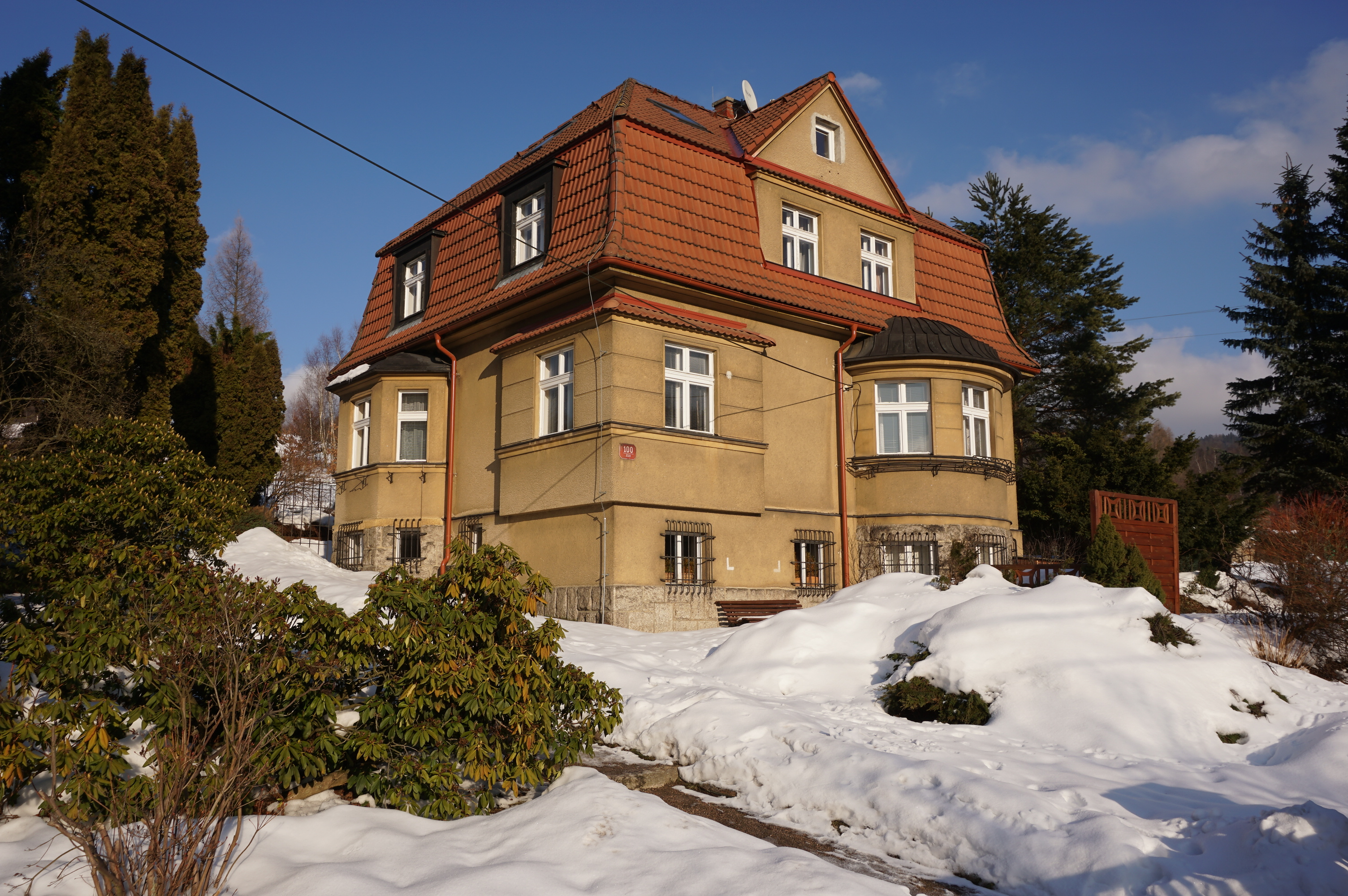
vila čp. 100